# Pterolophia tenebricoides
Pterolophia tenebricoides là một loài bọ cánh cứng trong họ Cerambycidae.